# 愛知大学前駅
愛知大学前駅（あいちだいがくまええき）は、愛知県豊橋市北丘町1番地1にある豊橋鉄道渥美線の駅である。駅番号は4。

## 概要
改札と愛知大学豊橋校舎の門が隣接しており、ホームの一部は大学敷地内にある。1924年、師団口駅として開業したが、高師口駅へと改称した後、1944年に一旦は休止した。その後、愛知大学が豊橋駅から豊橋校舎（旧陸軍第十五師団跡地）までのスクールバスを廃止したため、1968年、大学前駅として営業再開した。2005年より現在の愛知大学前へと改称している。
駅員配置駅で早朝・夜間および日曜・祝日は無人になる。ただし日曜・祝日は、愛知大学入学試験期間、予備校の模擬試験などで臨時営業する場合もある。普通乗車券は発売しているが、他社線連絡切符や硬券入場券は置いていない。
当駅と小池駅の間には、国道259号（田原街道）や愛知県道502号豊橋環状線（豊橋環状線）と立体交差するための地下区間「小池隧道」が存在する。

## 歴史
- 1924年（大正13年）4月25日：渥美電鉄の師団口駅として開業。
- 1925年（大正14年）5月1日：新豊橋駅（初代、現・花田信号所） - 当駅間開業に伴い途中駅となる。
- 1940年（昭和15年）9月1日：名古屋鉄道との合併により同社渥美線の駅となる。
- 1943年（昭和18年）11月1日：高師口駅に駅名改称。
- 1944年（昭和19年）6月5日：営業休止。
- 1968年（昭和43年）4月1日：大学前駅として豊橋鉄道が現在地で営業再開。
- 2005年（平成17年）
  - 1月29日：愛知大学前駅に駅名改称[2]。
  - 2月7日：ホーム改良工事開始。
  - 4月18日：ホーム改良工事終了。
  - 5月16日：改築工事完成披露式典挙行。
- 2011年（平成23年）2月11日：manaca導入。

## 駅構造
単式ホーム1面1線を持つ地上駅である。ホーム上にはベンチや飲料自動販売機が設置されている。
改札口は北口と南口にあり、ともにバリアフリーである。南口は愛知大学関係者専用口のため、講義期間中や試験期間中の平日・土曜の一部時間帯のみ開くが、日曜・祝日や長期休暇期間は閉鎖される。

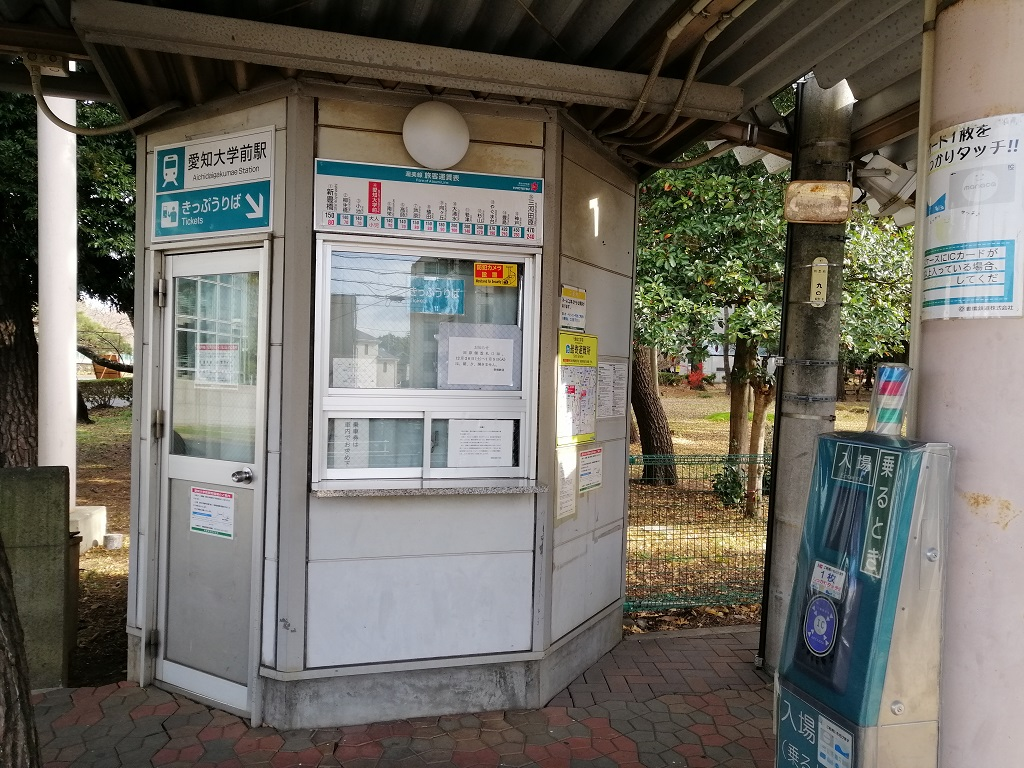
北口（2020年12月）
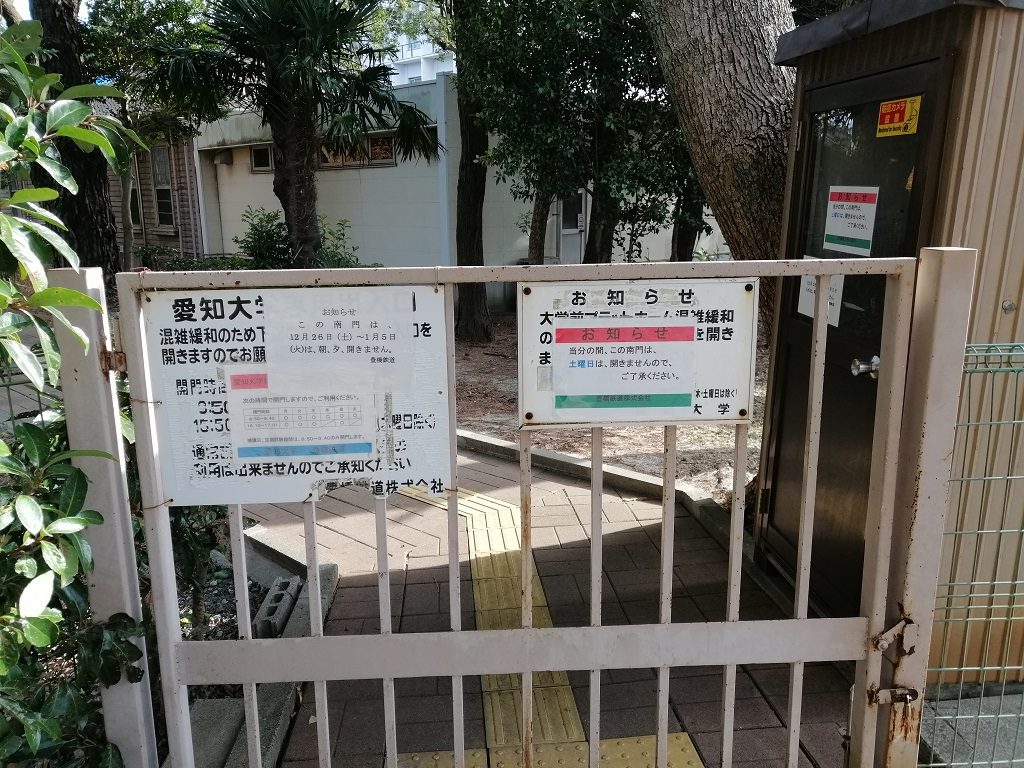
南口（2020年12月）
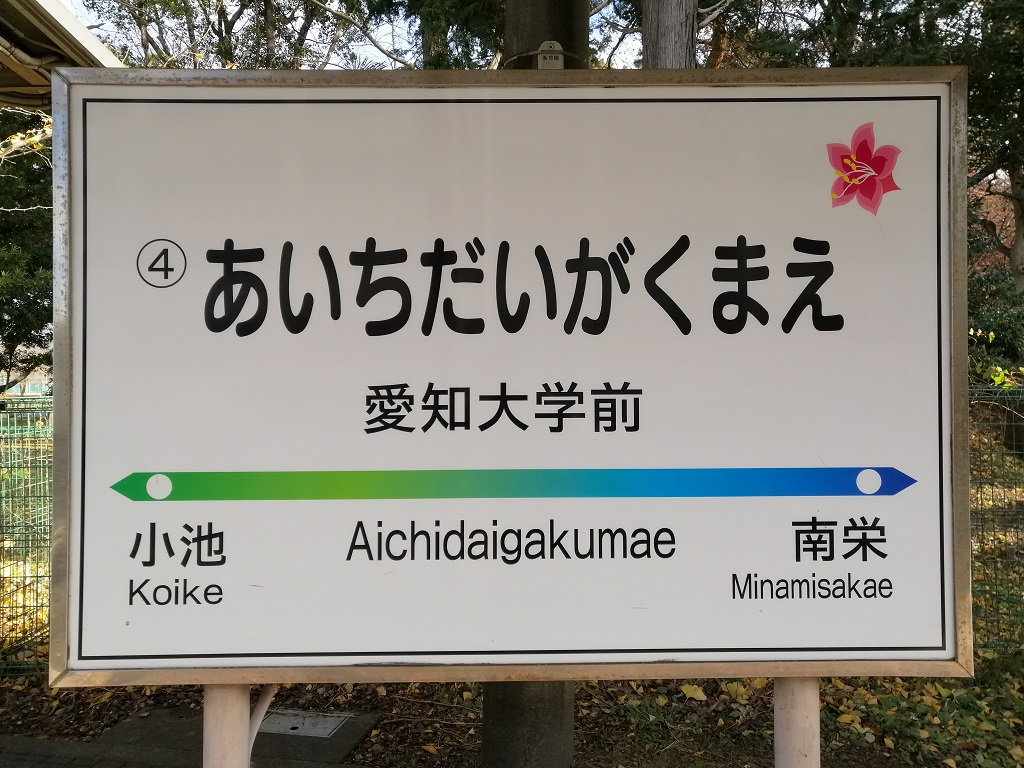
駅名標（2020年12月）
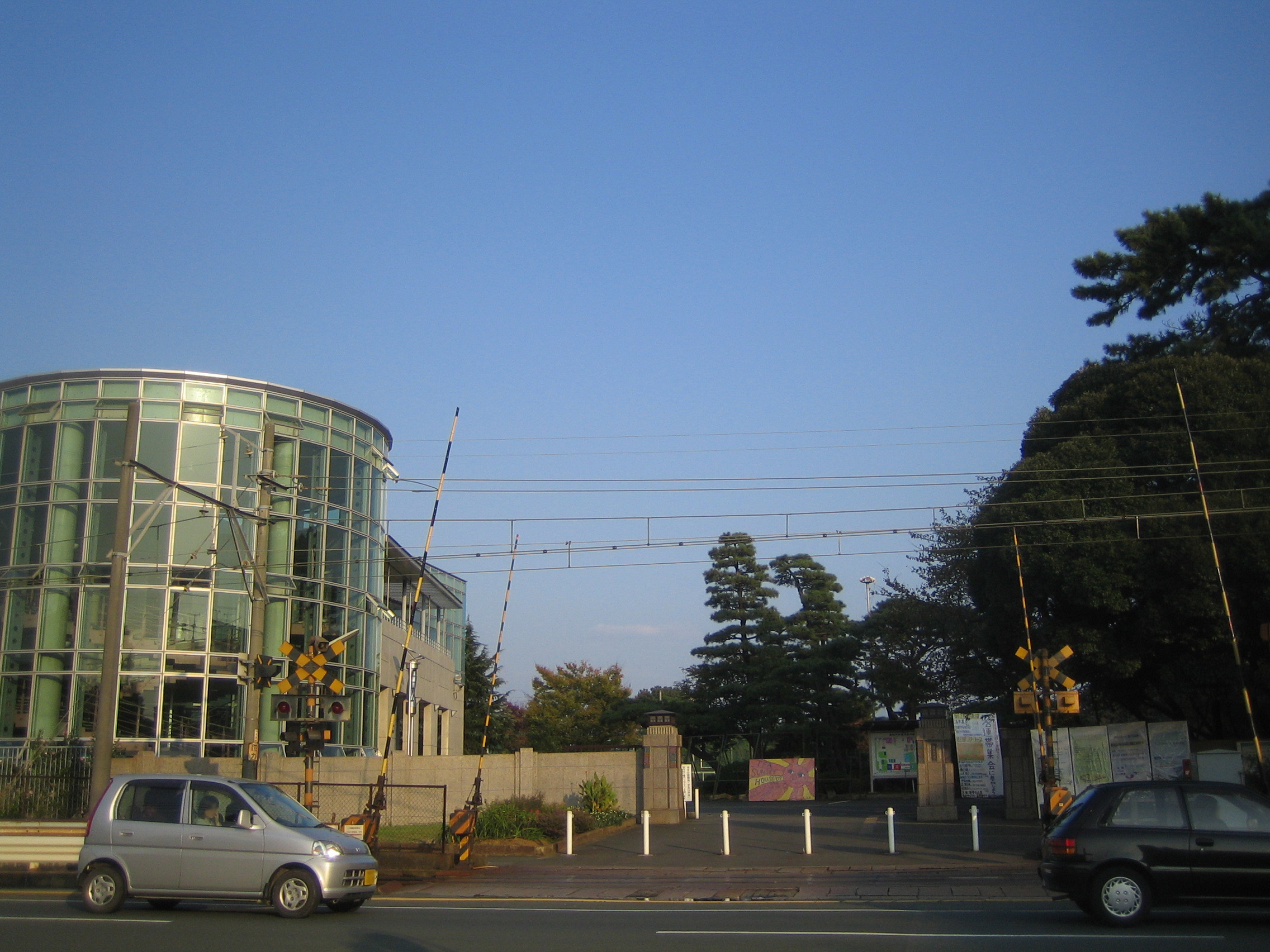
駅北口に隣接する愛知大学副門（2007年11月）

### 配線図
| ← 三河田原方面 | 愛知大学前駅 構内配線略図 | → 新豊橋方面 |
| 凡例 出典:     |                           |              |

## 利用状況
- 主として通学・通勤用に利用される。
- 当駅の利用状況の変遷を下表に示す。

輸送実績（乗車人員）の単位は人であり、年度での総計値を示す。
乗降人員調査結果は任意の1日における値で、単位は人である。調査日の天候・行事等の要因による変動は考慮されていない。
表中、赤色は各項目の最高値である。また、最高値を記録した年度を基準に、それ以前の最低値を緑色、以降の最低値を青色で表記している。
| 年 度              | 当駅分輸送実績（乗車人員）：人／年度 | 当駅分輸送実績（乗車人員）：人／年度 | 当駅分輸送実績（乗車人員）：人／年度 | 当駅分輸送実績（乗車人員）：人／年度 | 乗降人員調査結果 人／日 | 乗降人員調査結果 人／日 | 特 記 事 項 |
| ------------------ | ------------------------------------ | ------------------------------------ | ------------------------------------ | ------------------------------------ | ----------------------- | ----------------------- | ----------- |
| 年 度              | 通勤定期                             | 通学定期                             | 定期外                               | 合 計                                | 調査日                  | 調査結果                | 特 記 事 項 |
| 1978年（昭和53年） | 696,620                              | ←←←←                                 | 258,435                              | 955,055                              |                         |                         |             |
| 1979年（昭和54年） | 727,740                              | ←←←←                                 | 263,786                              | 991,526                              |                         |                         |             |
| 1980年（昭和55年） | 669,220                              | ←←←←                                 | 268,686                              | 937,906                              |                         |                         |             |
| 1981年（昭和56年） | 610,040                              | ←←←←                                 | 275,179                              | 885,219                              |                         |                         |             |
| 1982年（昭和57年） | 570,159                              | ←←←←                                 | 263,309                              | 833,468                              |                         |                         |             |
| 1983年（昭和58年） | 583,340                              | ←←←←                                 | 261,753                              | 845,093                              |                         |                         |             |
| 1984年（昭和59年） | 546,873                              | ←←←←                                 | 254,673                              | 801,546                              |                         |                         |             |
| 1985年（昭和60年） | 547,349                              | ←←←←                                 | 259,979                              | 807,328                              |                         |                         |             |
| 1986年（昭和61年） | 528,991                              | ←←←←                                 | 267,236                              | 796,227                              |                         |                         |             |
| 1987年（昭和62年） | 491,299                              | ←←←←                                 | 235,875                              | 727,174                              |                         |                         |             |
| 1988年（昭和63年） | 457,048                              | ←←←←                                 | 198,255                              | 655,303                              |                         |                         |             |
| 1989年（平成元年） | 451,166                              | ←←←←                                 | 205,593                              | 656,759                              |                         |                         |             |
| 1990年（平成2年）  | 453,000                              | ←←←←                                 | 207,767                              | 660,767                              |                         |                         |             |
| 1991年（平成3年）  | 495,862                              | ←←←←                                 | 224,853                              | 720,715                              |                         |                         |             |
| 1992年（平成4年）  | 492,437                              | ←←←←                                 | 240,209                              | 732,646                              |                         |                         |             |
| 1993年（平成5年）  | 496,551                              | ←←←←                                 | 267,107                              | 763,658                              |                         |                         |             |
| 1994年（平成6年）  | 490,252                              | ←←←←                                 | 248,263                              | 738,515                              |                         |                         |             |
| 1995年（平成7年）  | 483,588                              | ←←←←                                 | 246,692                              | 730,280                              |                         |                         |             |
| 1996年（平成8年）  | 471,913                              | ←←←←                                 | 245,558                              | 717,471                              |                         |                         |             |
| 1997年（平成9年）  | 511,229                              | ←←←←                                 | 351,037                              | 862,266                              |                         |                         |             |
| 1998年（平成10年） | 582,952                              | ←←←←                                 | 349,761                              | 932,713                              |                         |                         |             |
| 1999年（平成11年） | 596,856                              | ←←←←                                 | 335,130                              | 931,986                              |                         |                         |             |
| 2000年（平成12年） | 648,158                              | ←←←←                                 | 343,821                              | 991,979                              |                         |                         |             |
| 2001年（平成13年） | 667,991                              | ←←←←                                 | 338,854                              | 1,006,845                            |                         |                         |             |
| 2002年（平成14年） | 679,114                              | ←←←←                                 | 328,660                              | 1,007,774                            |                         |                         |             |
| 2003年（平成15年） | 688,134                              | ←←←←                                 | 338,881                              | 1,027,015                            |                         |                         |             |
| 2004年（平成16年） | 640,724                              | ←←←←                                 | 323,871                              | 964,595                              |                         |                         |             |
| 2005年（平成17年） |                                      | ←←←←                                 |                                      |                                      |                         |                         |             |
| 2006年（平成18年） |                                      | ←←←←                                 |                                      |                                      |                         |                         |             |
| 2007年（平成19年） |                                      | ←←←←                                 |                                      |                                      |                         |                         |             |

## 駅周辺
- 豊橋市南部窓口センター
- 豊橋警察署南部交番
- 愛知県環境調査センター東三河支所
- 豊橋市栄校区市民館
- 豊橋市中野校区市民館
- 豊橋市福岡校区市民館
- 豊橋市立栄小学校
- 豊橋市立中野小学校
- 豊橋市立福岡小学校
- 豊橋市立南部中学校
- 愛知県立時習館高等学校
- 愛知県立豊橋工科高等学校
- 愛知県立豊橋聾学校
- 愛知大学豊橋キャンパス
- 愛知大学短期大学部
- 日本郵便豊橋福岡郵便局
- イオンタウン豊橋橋良
  - マックスバリュ豊橋橋良店
- モールマグノリア
  - DCM豊橋山田店
  - フードオアシスあつみ豊橋山田店
- ホリデイ・スクエア
  - MEGAドン・キホーテ豊橋店
- 国道259号（田原街道）
- 愛知県道2号豊橋渥美線（大崎街道）、愛知県道502号豊橋環状線（豊橋環状線）

## 隣の駅
豊橋鉄道
■渥美線
小池駅(3) - 愛知大学前駅(4) - 南栄駅(5)